# Aleksej Morozov
Aleksej Alekseevič Morozov (in russo Алексей Алексе́евич Морозов?; Mosca, 16 febbraio 1977) è un ex hockeista su ghiaccio russo.

## Palmarès

### Olimpiadi invernali
- 1 medaglia:
  - 1 argento (Nagano 1998)

### Mondiali
- 3 medaglie:
  - 2 ori (Canada 2008; Svizzera 2009)
  - 1 bronzo (Russia 2007)